# Cut Off/La Coupe (Louisiane)
Pour les articles homonymes, voir Cut off et Coupe.
Cut Off (anciennement dénommé La Coupe) est une communauté non-incorporée de l'État américain de la Louisiane, située dans la paroisse de Lafourche.

## Géographie
La localité est située au Sud de Larose, à l'ouest de Pointe-aux-Chênes, ainsi qu'à une trentaine de kilomètres à l'Est de la ville de Houma. La route principale qui traverse la localité se poursuit en direction du Sud, vers Port Fourchon puis Grand Isle.  La ville est traversée par le bayou Lafourche et à l'Est s'étend la baie L'Ours (Bay L'Ours) et la baie Dosgris (Bay Dosgris) qui s'ouvrent sur Little Lake.

## Histoire
La région fut peuplée dès la période de la colonisation de la Louisiane française. Le village de La Coupe doit son nom au creusement d'une levée et d'un chenal à travers les champs, puis la toponymie fut anglicisée en Cut Off.
Un quartier de la localité est surnommé en français "Côte Blanche" en raison de la couleur blanche de ses maisons longeant la rive du bayou Lafourche et le pont Cote Blanche Bridge qui enjambe le bayou.

## Personnalités locales
- Vin Bruce : Chanteur Cajun de musique cadienne.
- Jimmie Noone : Clarinettiste de Jazz.
- Glen Pitre : Scénariste et réalisateur louisianais d'origine cajun.